# Shiori Miyake
Shiori Miyake (三宅 史織 Miyake Shiori?), född 13 oktober 1995, är en japansk fotbollsspelare som spelar för INAC Kobe Leonessa.
Miyake har spelat 25 landskamper för det japanska landslaget. Hon deltog bland annat i Asiatiska mästerskapet i fotboll för damer 2018.